# Guy Hedlund
Guy Hedlund, nato Guy Elmer Hedlund (Portland, 21 agosto 1884 – Los Angeles, 29 dicembre 1964), è stato un attore statunitense dell'epoca del muto.

## Biografia
Iniziò la sua carriera cinematografica nel 1906 all'American Mutoscope & Biograph con The Tunnel Workers dove lavorò a fianco di Kate Toncray, anche lei ai suoi esordi sullo schermo. Hedlund diventò parte del gruppo di attori che in quegli anni lavorava con David Wark Griffith alla Biograph. Nel 1912, passò all'Edison e, in seguito, all'Eclair American. Dopo essersi ritirato dal cinema nel 1916, vi ritornò nel 1920 dirigendo uno dei due suoi film girati da regista, The Making of an American, un cortometraggio prodotto dallo State of Connecticut Department of Americanization che promuoveva l'americanizzazione degli emigrati.
Guy Hedlund chiuse definitivamente con il cinema partecipando nel 1947 a una delle versioni de L'ultimo dei Mohicani, dove ricoprì il ruolo del generale Alexander Munro. Nella sua carriera prese parte a centoventi film.
Morì a ottant'anni il 29 dicembre 1964 a Culver City (Los Angeles) in un incidente stradale.

## Filmografia
La filmografia è completa. Quando manca il nome del regista, questo non viene riportato nei titoli

### Attore
- The Tunnel Workers (1906)
- Hulda's Lovers, regia di Wallace McCutcheon (1908)
- Where the Breakers Roar, regia di David Wark Griffith (1908)
- Romance of a Jewess, regia di David Wark Griffith (1908)
- The Taming of the Shrew, regia di David Wark Griffith (1908)
- The Valet's Wife, regia di David Wark Griffith (1908)
- A Rural Elopement, regia di David Wark Griffith (1909)
- The Fascinating Mrs. Francis, regia di David Wark Griffith  (1909)
- The Cord of Life, regia di David Wark Griffith  (1909)
- The Salvation Army Lass, regia di David Wark Griffith  (1909)
- Her First Biscuits, regia di David Wark Griffith  (1909)
- Leather Stocking, regia di David Wark Griffith (1909)
- The Expiation, regia di David Wark Griffith  (1909)
- The Light That Came, regia di David Wark Griffith  (1909)
- The Restoration, regia di David Wark Griffith  (1909)
- The Trick That Failed, regia di David Wark Griffith  (1909)
- In Little Italy, regia di David Wark Griffith  (1909)
- The Last Deal, regia di David Wark Griffith    (1910)
- The Woman from Mellon's, regia di David Wark Griffith    (1910)
- Taming a Husband, regia di David Wark Griffith   (1910)
- The Newlyweds, regia di David Wark Griffith (1910)
- The Love of Lady Irma, regia di Frank Powell (1910)
- The Impalement, regia di David Wark Griffith (1910)
- A Child of the Ghetto, regia di David Wark Griffith (1910)
- A Victim of Jealousy, regia di David Wark Griffith (1910)
- In the Border States, regia di David Wark Griffith (1910)
- The Face at the Window, regia di David Wark Griffith  (1910)
- A Child's Impulse, regia di David Wark Griffith (1910)
- A Child's Faith, regia di David Wark Griffith (1910)
- A Flash of Light, regia di David Wark Griffith (1910)
- The Call to Arms, regia di David Wark Griffith   (1910)
- The Usurer, regia di David Wark Griffith (1910)
- Wilful Peggy, regia di David Wark Griffith (1910)
- The Modern Prodigal, regia di David Wark Griffith (1910)
- A Summer Idyll, regia di David Wark Griffith (1910)
- A Mohawk's Way, regia di David Wark Griffith (1910)
- The Oath and the Man, regia di David Wark Griffith (1910)
- Rose O'Salem Town, regia di David Wark Griffith (1910)
- The Iconoclast, regia di David Wark Griffith  (1910)
- That Chink at Golden Gulch, regia di David Wark Griffith (1910)
- The Broken Doll, regia di David Wark Griffith (1910)
- The Banker's Daughters, regia di David Wark Griffith (1910)
- Waiter No. 5, regia di David Wark Griffith (1910)
- The Fugitive, regia di David Wark Griffith (1910)
- Sunshine Sue, regia di David Wark Griffith (1910)
- A Plain Song, regia di David Wark Griffith (1910)
- A Child's Stratagem, regia di David Wark Griffith (1910)
- The Golden Supper, regia di David Wark Griffith (1910)
- His Sister-In-Law, regia di David Wark Griffith (1910)
- The Lesson, regia di David Wark Griffith (1910)
- Winning Back His Love, regia di David Wark Griffith (1910)
- When a Man Loves, regia di David Wark Griffith   (1911)
- His Trust, regia di David Wark Griffith  (1911)
- His Trust Fulfilled, regia di David Wark Griffith (1911)
- Fate's Turning, regia di David Wark Griffith (1911)
- A Wreath of Orange Blossoms co-regia Frank Powell   (1911)
- Three Sisters, regia di David Wark Griffith  (1911)
- Heart Beats of Long Ago, regia di David Wark Griffith (1911)
- What Shall We Do with Our Old?, regia di David Wark Griffith (1911)
- Conscience, regia di David Wark Griffith (1911)
- Was He a Coward?, regia di David Wark Griffith (1911)
- Teaching Dad to Like Her  co-regia Frank Powell  (1911)
- The Lonedale Operator, regia di David Wark Griffith (1911)
- The Spanish Gypsy, regia di David Wark Griffith (1911)
- Priscilla and the Umbrella, regia di Frank Powell (1911)
- A Knight of the Road, regia di David Wark Griffith (1911)
- The Two Sides, regia di David Wark Griffith (1911)
- In the Days of '49, regia di David Wark Griffith (1911)
- The New Dress, regia di David Wark Griffith (1911)
- The Manicure Lady, regia di Mack Sennett (1911)
- The Crooked Road, regia di David Wark Griffith (1911)
- Enoch Arden: Part II, regia di David Wark Griffith (1911)
- Bobby, the Coward, regia di David Wark Griffith (1911)
- The Indian Brothers, regia di David Wark Griffith (1911)
- The Last Drop of Water, regia di David Wark Griffith (1911)
- The Ruling Passion, regia di David Wark Griffith (1911)
- The Blind Princess and the Poet, regia di David Wark Griffith (1911)
- The Diving Girl, regia di Mack Sennett (1911)
- Swords and Hearts, regia di David Wark Griffith (1911)
- A Convenient Burglar, regia di Mack Sennett (1911)
- The Making of a Man, regia di David W. Griffith (1911)
- The Long Road, regia di David Wark Griffith (1911)
- The Coward (1911)
- The Battle, regia di David Wark Griffith (1911)
- Dooley's Scheme, regia di Mack Sennett (1911)
- The Eternal Mother, regia di David W. Griffith (1912)
- Lead, Kindly Light (1912)
- For the Cause of the South, regia di Bannister Merwin (1912)
- His Secretary, regia di Bannister Merwin (1912)
- At the Point of the Sword (1912)
- Her Polished Family (1912)
- Archibald Chubbs and the Widow (1912)
- The Mine on the Yukon (1912)
- Two Knights in a Barroom (1912)
- The Bank President's Son (1912)
- The Sunset Gun, regia di Bannister Merwin (1912)
- Martin Chuzzlewit, regia di Oscar Apfel e J. Searle Dawley (1912)
- The Angel and the Stranded Troupe (1912)
- How the Boys Fought the Indians (1912)
- The Escape from Bondage, regia di J. Searle Dawley e Walter Edwin (1912)
- What Happened to Mary, regia di Charles Brabin (1912)
- How Bobby Joined the Circus (1912)
- Cynthia's Agreement, regia di J. Searle Dawley (1912)
- The Good for Nothing, regia di Lloyd B. Carleton (1912)
- The Darling of the Mounted (1912)
- The Black Sheep (1912)
- When an Old Maid Gets Busy (1912)
- An Accidental Servant (1913)
- The Spectre Bridegroom, regia di Étienne Arnaud (1913)
- The One Who Had to Pay (1913)
- The Crimson Cross  (1913)
- For Better or for Worse (1913)
- The Sons of a Soldier, regia di O.A.C. Lund (1913)
- The Faith Healer, regia di O.A.C. Lund (1913)
- Fortune's Pet (1913)
- The Trail of the Hanging Rock, regia di O.A.C. Lund
- The Honor of Lady Beaumont, regia di O.A.C. Lund
- By Man's Law, regia di Christy Cabanne
- The Ghost of the Jungle, regia di Jay Hunt (1916)
- L'ultimo dei Mohicani (Last of the Redmen), regia di George Sherman (1947)

### Regista
- Hungry Happy's Dream (1916)
- The Making of an American (1920)

### Sceneggiatore
- Hungry Happy's Dream, regia di Guy Hedlund (1916)